# Dienst- und Wohngebäude Deichstraße 12

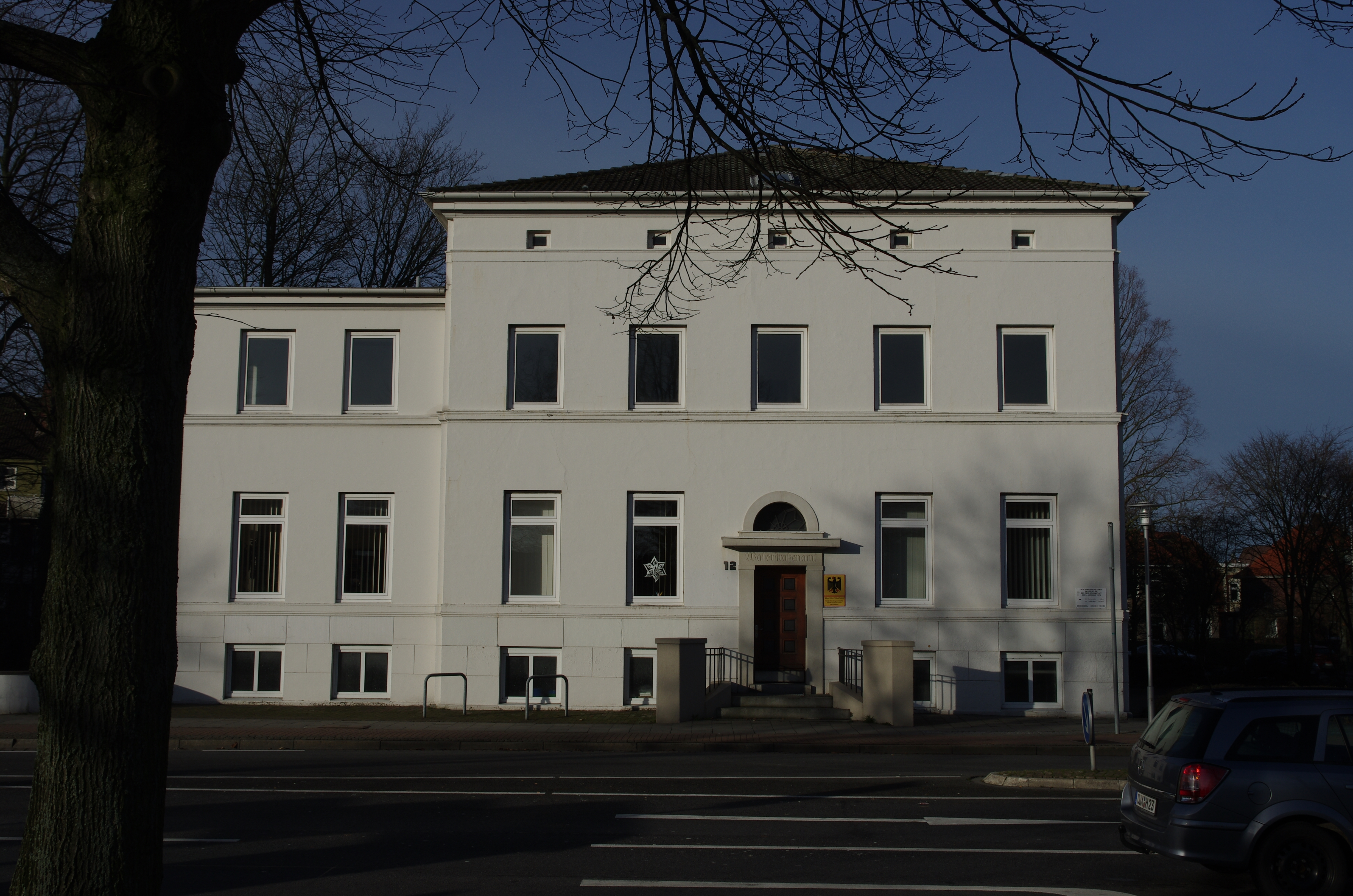
Deichstraße 12

Das Dienst- und Wohngebäude Deichstraße 12 in Cuxhaven, Deichstraße, stand unter niedersächsischem Denkmalschutz und war in der Liste der Baudenkmale in Cuxhaven enthalten.

## Geschichte
Das zweigeschossige verputzte spätklassizistische Gebäude von 1840 mit einem hohen Sockelgeschoss, dem Mezzaningeschoss und dem flachen Walmdach war das Alte Lotsenhaus als ehemaliger Sitz des Lotsenkommandeurs. Es ist das älteste Haus an der Straße. Hier war früher (bis 2017?) die Außenstellen des Instituts für Fischereiökologie und des Instituts für Seefischerei des Johann Heinrich von Thünen-Instituts untergebracht. Das Gebäude wurde mehrfach umgebaut, die Fassaden dabei verändert, und das Haus verlor den quadratischen Turm über dem First des Walmdaches.
Der Denkmalschutz wurde 2018 aufgehoben. Der durch die Bundesanstalt für Immobilienaufgaben (BImA) geplante Abriss führte 2018/19 zu Protesten der Bürger. Der Abriss wurde im Februar 2019 durch eine städtische Erhaltungssatzung (gem. §§ 172 ff. BauGB) verhindert. Die Stadt begründete die Satzung u. a.: „Das historisch wertvolle Hauptgebäude spiegelt als typischer Vertreter der Baukultur seiner Zeit die besondere bauliche Entwicklung vorgründerzeitlichen Epoche wieder und ist demnach als zeit-, stadt- und maritim geschichtliche Reminiszenz von Bedeutung.“
Das Haus wird heute (2020) für Büros genutzt.
Die Gebäude Deichstraße 4, 5 bis 8, 9, 10, 12A, 13a, 20 und 40 stehen auch unter Denkmalschutz; für Nr. 12 wurde der Denkmalschutz aufgehoben.